# Dicranomyia (Dicranomyia) marina
Dicranomyia (Dicranomyia) marina is een tweevleugelige uit de familie steltmuggen (Limoniidae). De soort komt voor in het Australaziatisch gebied.